# زبده الحلب فی تاریخ الحلب
زبده الحلب فی تاریخ الحلب، تألیف ابن عدیم که تلخیصی از دیگر اثر این نویسنده به نام بغیه الطلب فی تاریخ حلب است. با وجود تاریخ محلی بودن این کتاب، اطلاعات ارزشمندی در باب حملات صلیبیون به شام و به‌ویژه شهرهای حلب و انطاکیه را در خود جای داده‌است.